# فردریک لورز
فردریک لورز (انگلیسی: Frederick Lorz؛ ۵ ژوئن ۱۸۸۴ – ۴ فوریهٔ ۱۹۱۴) دونده ماراتن اهل ایالات متحده آمریکا بود.